# Puig Major
|  | Per a altres significats, vegeu «Puig Major (Baix Empordà)». |

El Puig Major és la muntanya més alta de l'illa de Mallorca i de totes les Illes Balears, amb una altitud de 1.436 m. Pertany al municipi d'Escorca i fa part de la Serra de Tramuntana, la principal serralada de l'illa.
El seu cim és molt característic pels radars militars en forma d'esfera que hi ha instal·lats d'ençà dels anys cinquanta, que en reduïren l'altitud en nou metres i que fan que l'accés hi estigui restringit. El Penyal del Migdia, un esperó sud-est de 1.398 m i uns 90 m de prominència, és el punt més alt de lliure accés i el que domina les vistes de la Vall de Sóller, d'on les bolles del Puig Major no són visibles.

## Nom
Antigament, era anomenat Puig Major de Son Torrella, en referència a la possessió de Son Torrella i per contraposició al Puig Major de Massanella, actualment més conegut com a Puig de Massanella. Tots dos eren anomenats Puig Major perquè destacaven bastant respecte de les altres alçades de la Serra de Tramuntana.
Històricament ha estat conegut amb altres noms: puig d'Almallutx, nom d'una possessió que antigament designava tot el districte muntanyós entre Sóller i Lluc; puig de Sant Salvador, en referència a l'ermita que existí cap al segle xiv no lluny del cim; puig d'en Torrella, en referència a la Casa de Torrella, propietaris de Son Torrella; Sella d'en Torrella, en referència a la forma característica del coll que separa el cim del puig amb el Penyal del Migdia. i també Montblanc, en referència a la freqüència de les nevades.

## Història
Gràcies a una fotografia de 1934 del llavors capità general Francisco Franco al cim de la muntanya s'ha pogut conèixer l'existència d'estructures prehistòriques al puig, que segons l'arqueòleg Jaume Deyà seria un santuari talaiòtic situat al bell cim de la muntanya i relacionat amb els santuaris d'Almallutx, dels quals el separa una gran distància però són visibles l'un de l'altre. Naturalment, es tractava del jaciment més elevat de l'illa, i també de la construcció més elevada de l'illa fins que es construïren els radars que actualment caracteritzen el cim, i que esborraren qualsevol rastre del santuari.
Els segles xiii i xiv es documenta l'existència d'una ermita anomenada de Sant Salvador i que es trobava no lluny del cim de la muntanya. Malauradament, les ruïnes d'aquest edifici no han estat mai localitzades i hom pensa que foren destruïdes amb la construcció de la carretera o dels radars del cim.
Els encontorns del cim foren durant segles terra de pastors i nevaters, que hi construïren cases de neu i un camí de ferradura que les connectava amb Son Torrella i la Coma de n'Arbona fins a la Vall de Sóller. A partir de la segona meitat del segle xix, la contrada començà a ser visitada també pels primers turistes, viatgers i excursionistes, que llogaven guies locals per accedir-hi. La ruta més freqüent partia de Fornalutx, pujava per la Coma de n'Arbona i s'enfilava fins al cim aprofitant el mateix camí dels nevaters.
L'any 1932 sorgí la idea de construir-hi un telefèric que pujàs fins al cim, que finalment es descartà per l'elevat cost del projecte. El projecte havia estat encarregat a l'enginyer Antoni Parietti Coll, el mateix que dugué a terme la direcció de les obres a la carretera de la Calobra. D'aquella iniciativa actualment només en resta una petita construcció que ha donat nom al Pla del Funicular.

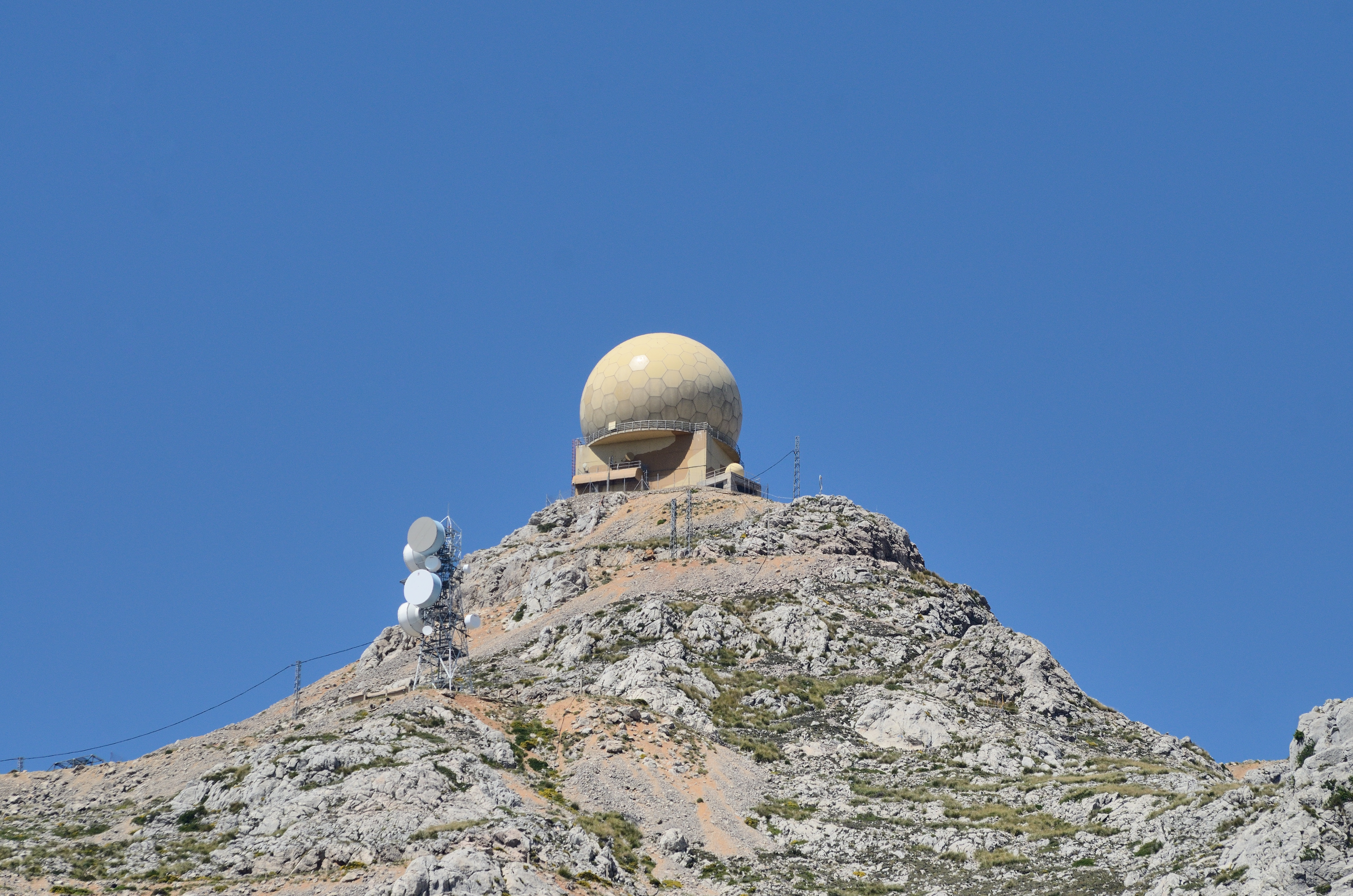
El radar del cim

El 1953, arran d'un conveni entre Espanya i els Estats Units, s'acordà l'establiment d'una unitat militar estatunidenca de la USAT. El 1955 començaren les obres, concloses el 1960, que incloïen una base militar vora les cases de Son Torrella, una carretera de Sóller a Lluc passant per Cúber i Almallutx (avui part de la Ma-10), una carretera de la base militar al capdamunt de la muntanya i una estació radar a la part més alta. Això comportà la destrucció mitjançant explosius del cim del puig (1958), que en rebaixà l'altura en nou metres, i així passà dels 1.445 m originals als 1436 actuals. A partir de llavors, l'accés al cim és prohibit per la població civil.
Els dos radars del cim estaven dins unes esferes que eren visibles de molts racons de l'illa, i que li valgueren el nom de ses Bolles. Primer eren de color blanc, i posteriorment es pintaren d'un color de camuflatge. Recentment, a causa dels canvis tecnològics, s'han substituït per una sola esfera, que actualment corona el cim més alt de Mallorca.

## Flora

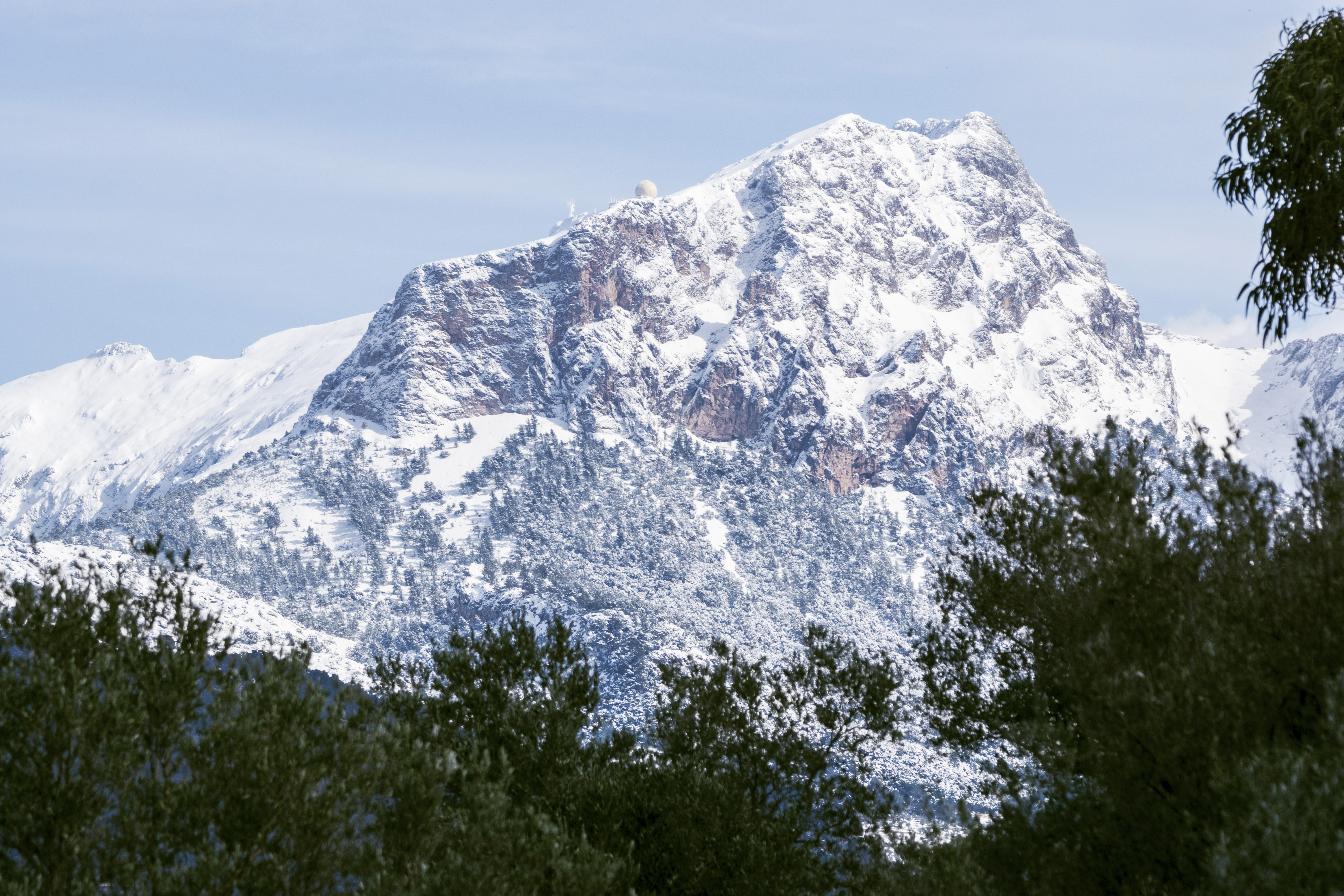
Les nevades hi són freqüents

Les característiques orogràfiques i climàtiques del Puig Major fan del seu entorn un refugi per moltes espècies de flora singular i endèmica que són rares, i en certs casos úniques, a altres indrets de l'illa. L'altitud excepcional, la naturalesa càrstica que forma gran quantitat de petits racons, escletxes, balmes i dolines, les parets verticals inaccessibles, les rossegueres, la humitat elevada, les pluges abundants, el fred, el vent i els episodis de neu prolongats a l'hivern, com també l'oratge agradable dels mesos d'estiu i la rosada matinal, són condicions que determinen la riquesa botànica del massís.
El paisatge del Puig Major està dominat per matollar xeroacàntic i prat sabanoide de càrritx. Destaquen endemismes com el túrbit, que només viu al Puig Major, i l'agrostis barceloi i el galium balearicum, també endèmics de Mallorca. També és important la presència de plantes no endèmiques però rares a altres indrets de l'illa, com el boix, l'arbre de visc, el rotaboc, el teix o la pomera borda, que dona nom a un pas de la zona.
Les obres de construcció de les instal·lacions militars causaren un gran dany a tota aquesta flora, fetes sense consideracions ambientals i llançant els enderrocs pels costers, tot donant lloc a la creació de rossegueres artificials i destruint totes les construccions i ruïnes que hi havia (santuari talaiòtic, ermita medieval i les construccions dels nevaters). Sortosament, la creació de la zona d'exclusió militar comportà la instal·lació de tanques que impediren l'accés també a les cabres, una gran amenaça per la flora de tota la Serra de Tramuntana. De llavors ençà, i gràcies a la col·laboració del Ministeri de Defensa a través de la base militar, la flora de la zona ha experimentat una millora.

## Accessos
Actualment, l'accés al cim, ocupat per la bolla dels radars, és restringit. Fins als anys cinquanta, els principals accessos eren:
1. Sud-oest: per la Coma de n'Arbona i el camí de nevaters que portava al cim, venint de Monnàber.
2. Sud: per Son Torrella i el camí de nevaters, camí destruït i substituït per la carretera del cim.
3. Nord: pel camí dels Cingles i la Coma del Ribell o Coma Fosca, venint dels Binis o del Pla del Funicular.
4. Altres rutes que comporten grimpar:
  1. Sud-est: pel Coll de Son Torrella, entre el Pa de Figa i l'Agulla del Frare.
  2. Nord-est: per la carena de la Serra de l'Almànguera o Serra de na Rius, venint del Pla del Funicular.
  3. Nord: per la cara nord del Morro d'en Pelut.
  4. Nord-oest: per la cara nord del Penyal del Migdia.

Actualment, i com a alternativa, es pot pujar el Penyal del Migdia (1398 m), seguint les rutes 1 i 4.4; el Morro d'en Pelut (1319 m), seguint les rutes 3 i 4.3; i el cim secundari del Puig Major (1416 m, al nord-est), on hi ha el vèrtex geodèsic, seguint la ruta 4.1 i 4.2.

## Imatges

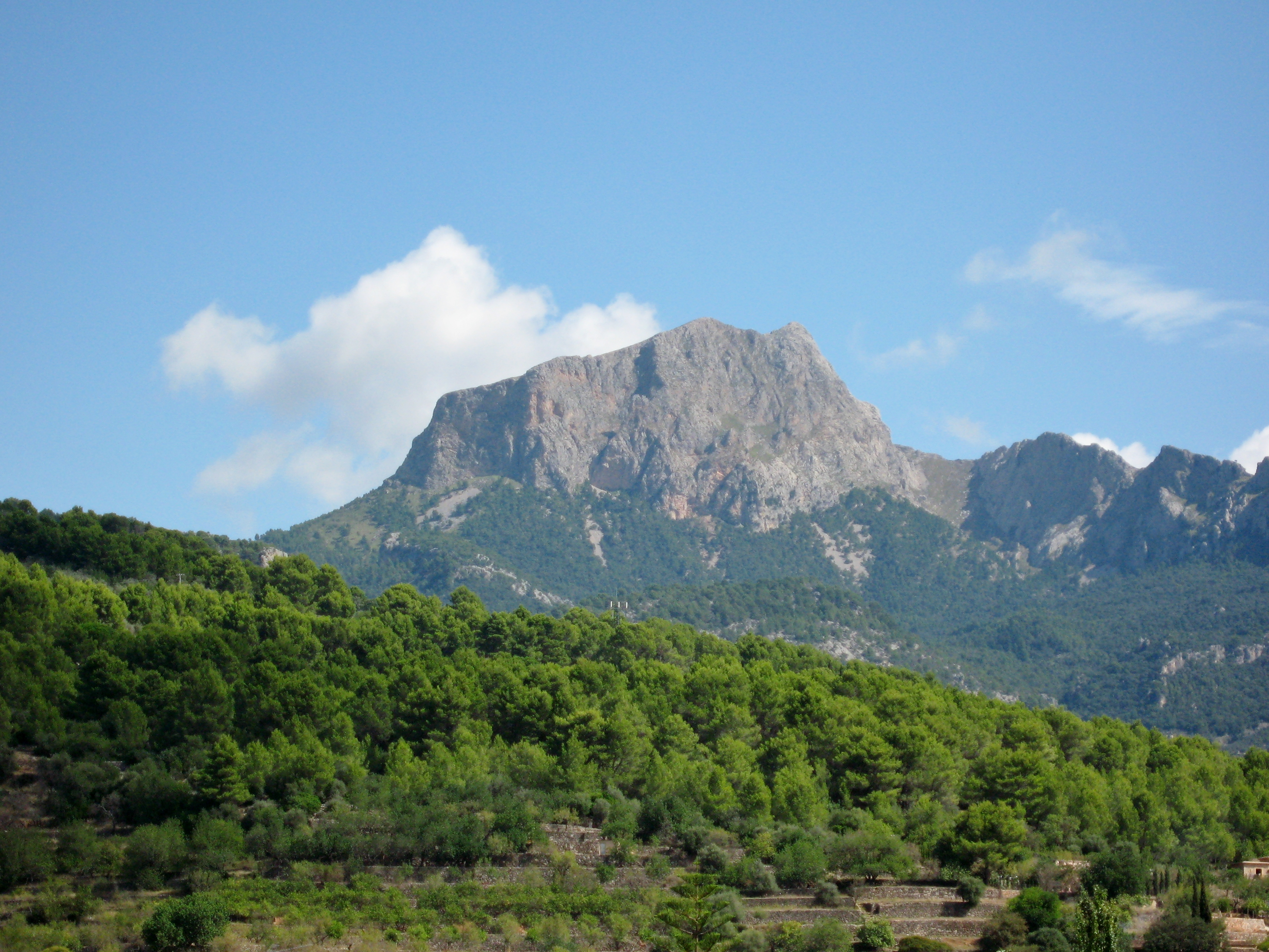
Vista de la Vall de Sóller, amb el cim ocult rere el Penyal del Migdia
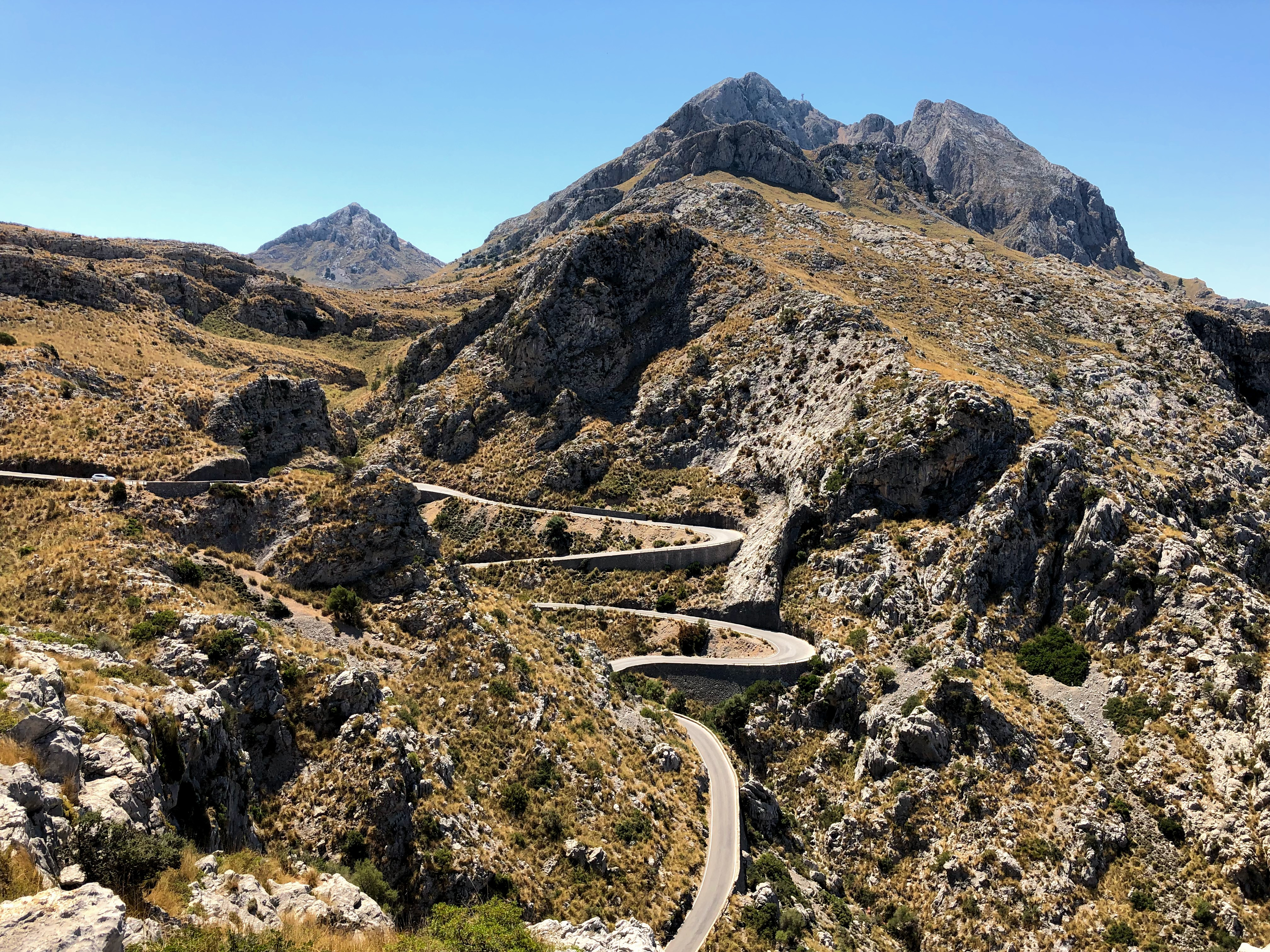
Vista del Nus de la Corbata, a la carretera de la Calobra
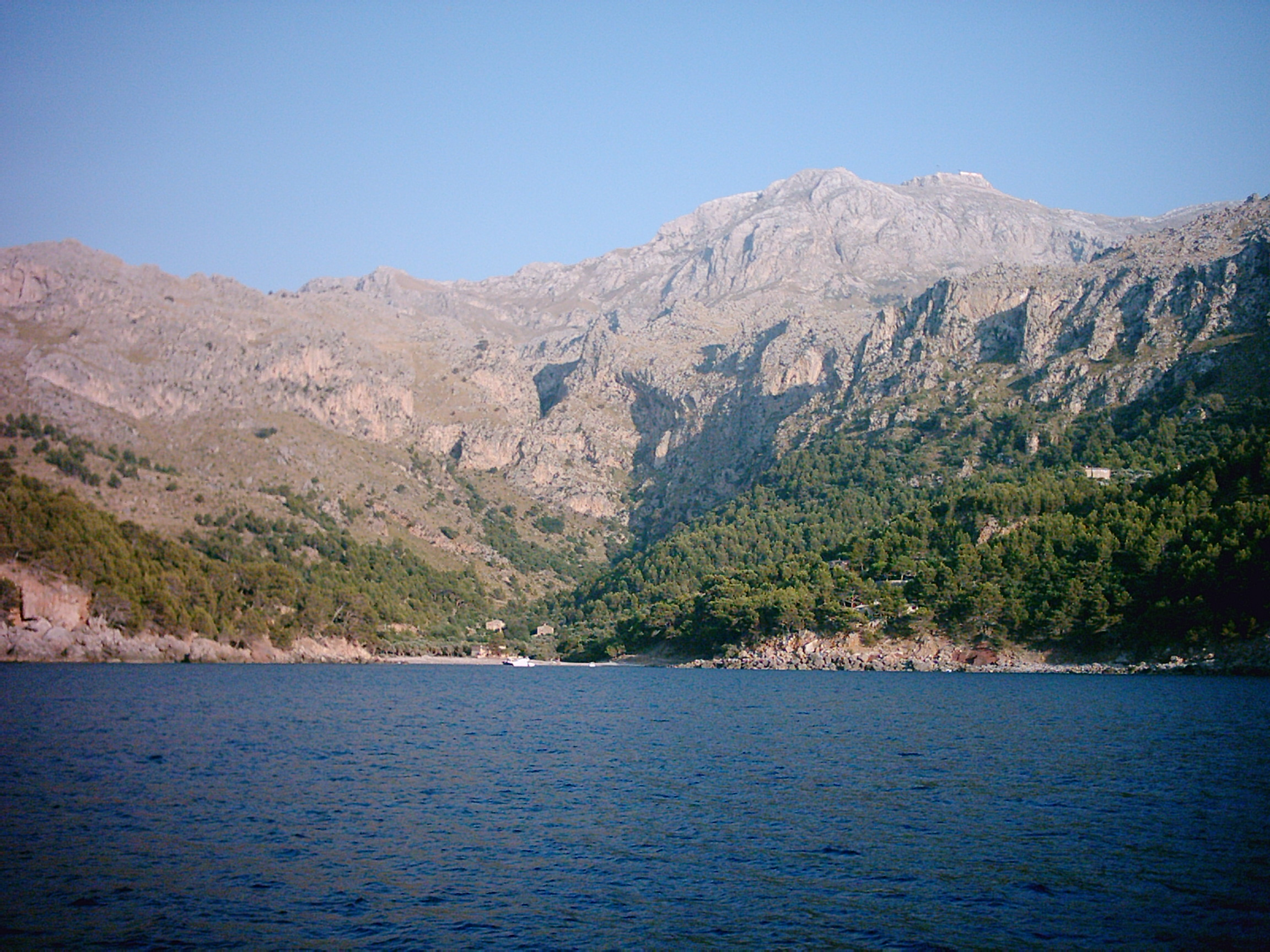
Vista de la mar, davant Cala Tuent
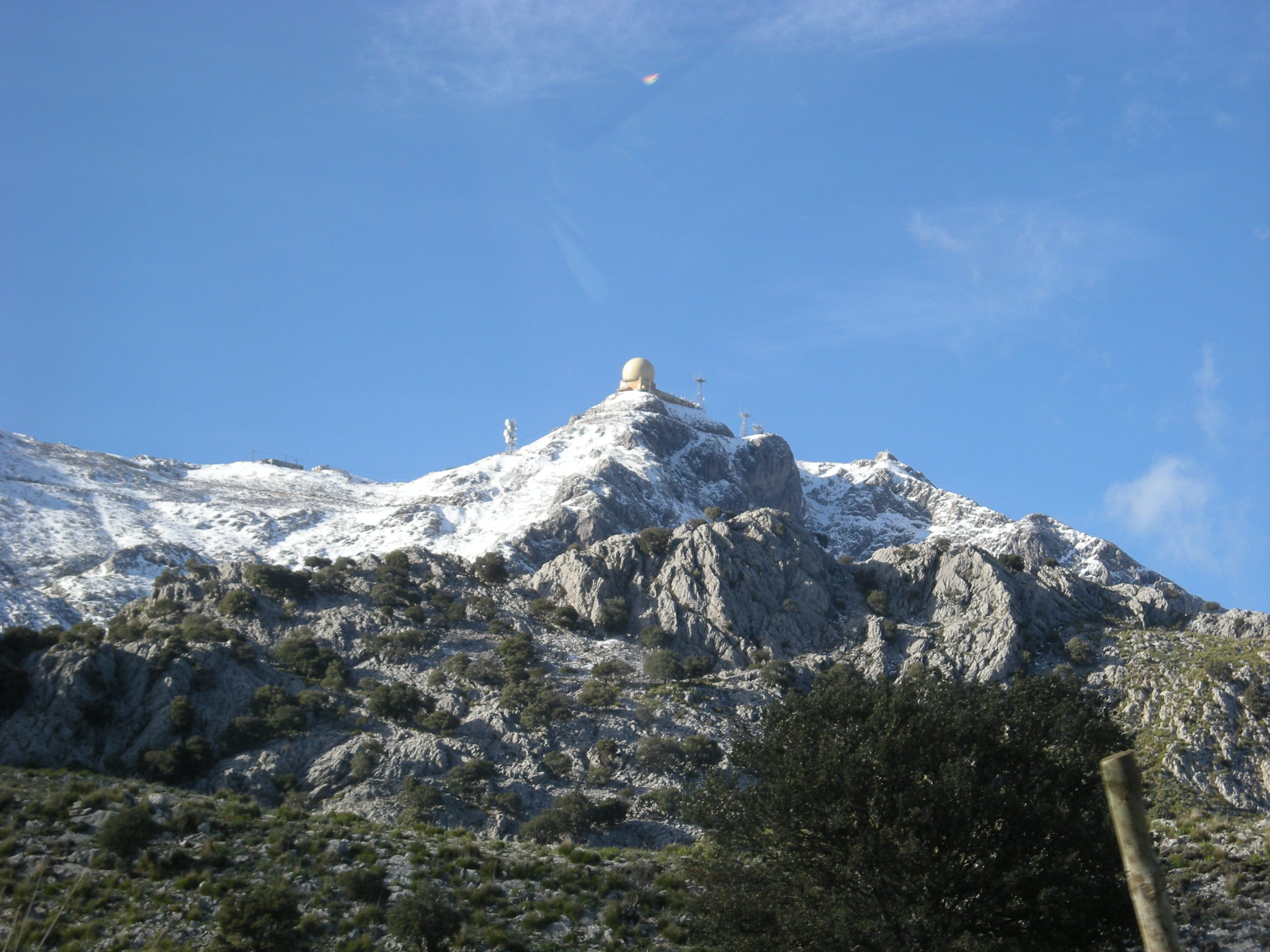
Detall del cim, nevat
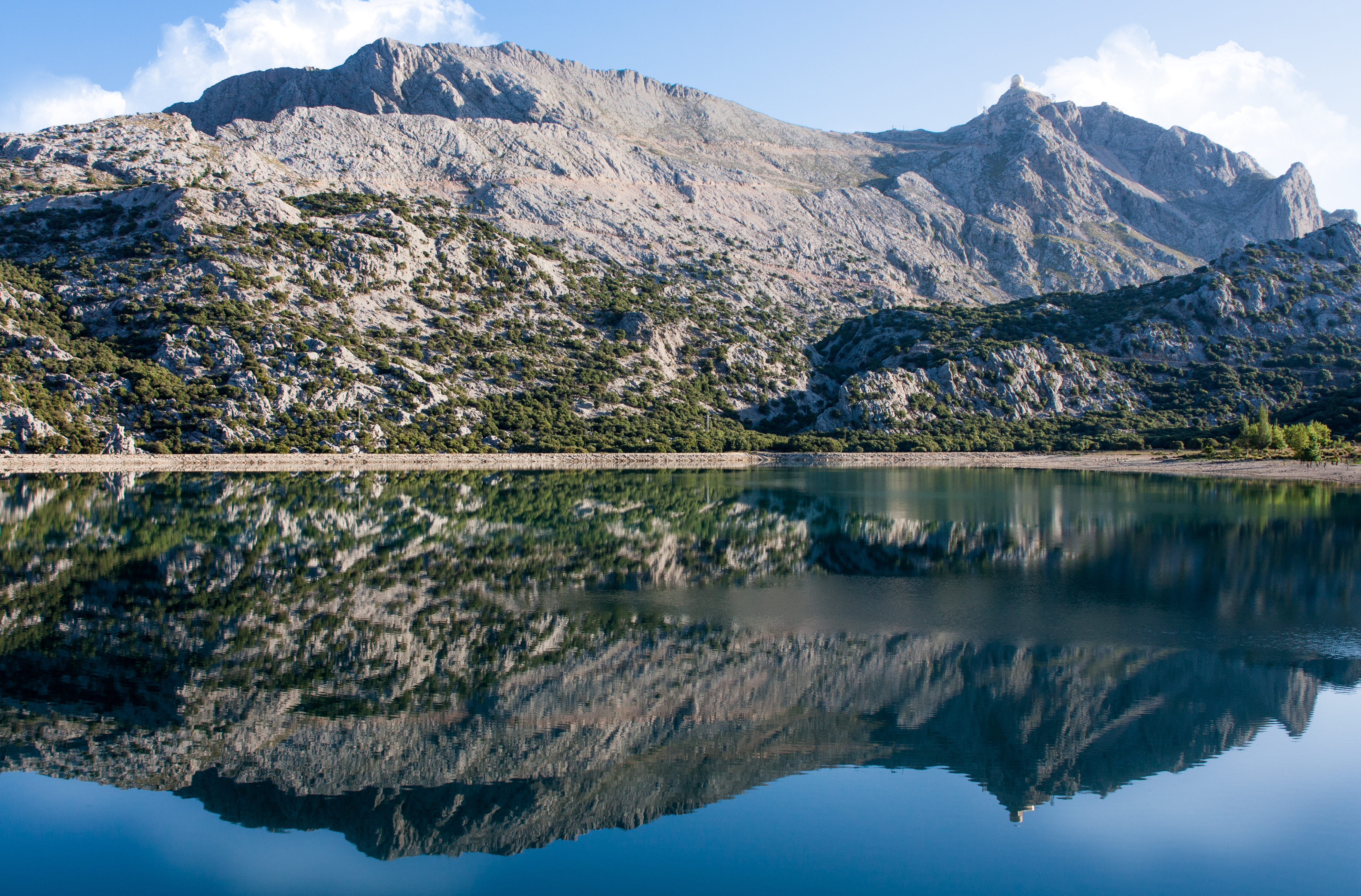
El puig reflectit a l'embassament de Cúber
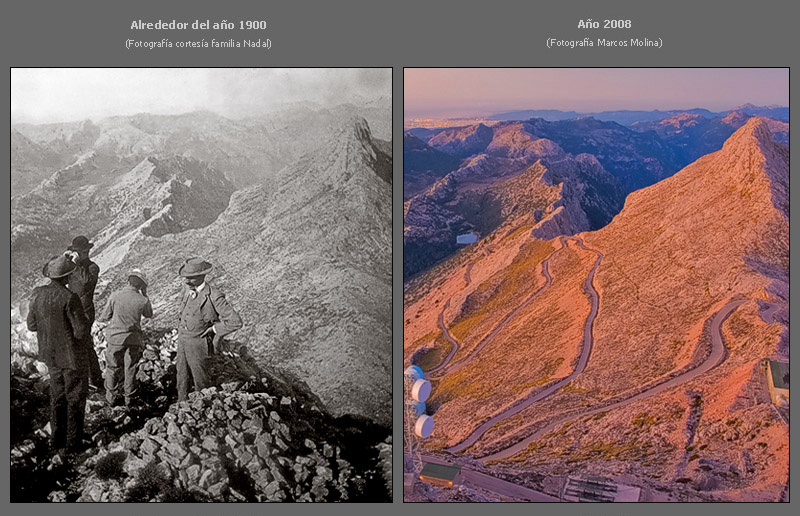
Comparativa 1900-2000